# براک (لارستان)
براک، روستایی در دهستان حومه بخش مرکزی شهرستان لارستان در استان فارس ایران است.
این روستا در فاصلهٔ ۴ کیلومتری مشرق شهر لار واقع است. بخشی از مردم براک در کشورهای عربی حاشیه خلیج فارس مشغول به کار هستند. زبان مردم این روستا لارستانی با لهجه براکی است.

## پیشینه
بر خلاف روستاهای مجاور که همگی در نزدیکی کوه واقع شده‌اند، این روستا در منطقه‌ای پست که حالت گودی به خود می‌گیرد بنا شده‌است؛ و این امر باعث سرازیر شدن آب‌های سطحی به روستا می‌شده‌است. به همین دلیل در گذشته براک نخلستان‌های وسیعی داشته که امروزه به دلیل احداث فرودگاه لار در کنار این روستا، از بین رفته‌اند.
در مورد سابقه تاریخی براک اطلاعات دقیقی در دست نیست. براک قدیم (بُراق) نزدیک شهرک صنعتی فعلی لار قرار داشته که زیارتگاه پیر بُراق یا سید ابوالعراق (وفات ۱۱۱۶ ذیقعده هجری قمری) نیز در همین مکان قرار دارد. احتمال می‌رود که این روستا  قبل از آمدن وی وجود داشته‌است.
بعدها بر اثر قحطی و حملهٔ سرداران نادرشاه به منطقه لارستان به منظور سرکوب محمدخان بلوچ که مردم منطقه به او پناه داده بودند، این منطقه غارت شد. در آن هنگام این منطقه متروکه شد و مردم بومی به اجبار به مناطق دیگر مهاجرت کردند.
تجدید حیات روستا به سال‌ها بعد و جمع شدن افراد بومی قبلی و افرادی از قومیت‌ها و مذاهب مختلف در کنار هم بازمی‌گردد که  در همین مکان فعلی آن را بنا نهادند.
این مکان محل اقامت و حکومت تابستانی حکام و خوانین لار و گراش بوده‌است.

## امکانات روستایی
براک دارای دو مدرسه دخترانه در سه مقطع تحصیلی و دو مدرسه پسرانه است. همچنین سه مسجد اهل سنت و یک مسجد اهل تشیع، کتابخانه، مکتب‌خانه، حسینیه و یک درمانگاه امکانات آموزشی، مذهبی و بهداشتی این روستا را تشکیل می‌دهند.
در براک حدود ۲۰۰ هکتار زمین مستعد کشاورزی وجود دارد که ۱۰ هکتار آن نخلستان و ۱۰۰ هکتار کشت دیم است.

## جاذبه‌های گردشگری

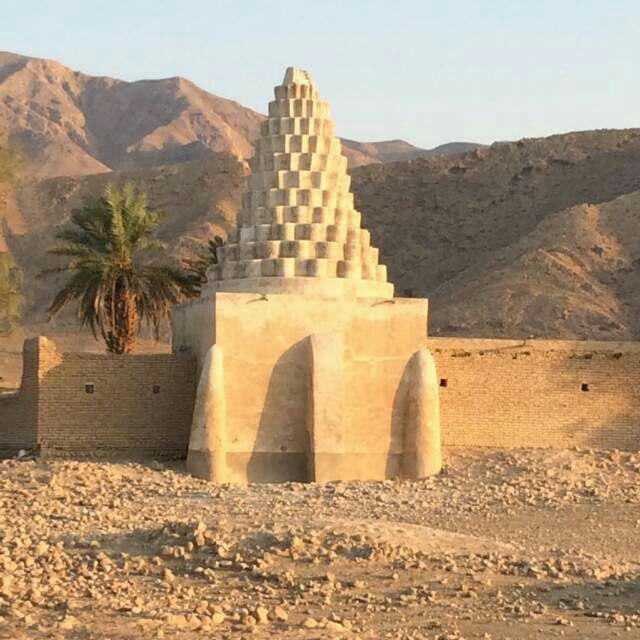
زیارتگاه پیر براق

در مورد بناها و آثار به‌جا مانده از دوران گذشته می‌توان به مقبره سید محیا و پیر براق اشاره کرد. همچنین در این روستا دو بند ساروجی تاریخی با طول حدود ۱۰۰۰ متر وجود دارد که از آن برای ذخیره و هدایت آب استفاده می‌شده‌است. در یک کیلومتری شرقی روستا مجموعهٔ نخلستان و گز وجود دارد که به آن «چاه باغ» می‌گویند. وجود آب انبارهای متعدد و کانال‌های متعدد آب‌کشی نشان از استعداد کشاورزی این منطقه دارد. نکته جالب توجه این است که سبک آب انبارهای این مکان با دیگر نواحی به‌طور کلی متفاوت است و همچنین وجود ساختمان‌هایی شبیه آتشکده، احتمال زرتشتی بودن ساکنان قدیمی آن را می‌رساند.

### آثار تاریخی
- سد فرشادی
- آسیاب فرشادی (تخریب شده‌است)
- بادگیر منزل حاج یونس
- برکه گپ
- برکه فرشادی
- برکه واحدی
- درج بند
- برکه ماهه زیر

## تأسیسات زیربنایی
لوله‌کشی زیرزمینی در این روستا از سال ۱۳۹۵ انجام شده‌است و آب‌رسانی در این روستا مستقل از شهر لار و زیر نظر شورای روستایی صورت می‌گیرد. این روستا دارای دو چاه‌ است که آب‌رسانی در این روستا از طریق آن‌ها انجام می‌شود.
براک از روستاهایی است که به گاز شهری دسترسی دارد.
همچین این روستا دارای مرکز MDF مخابرات و تعداد ۱۰۰ خط مخابراتی است و خدمات اینترنت 4G برای مشترکین ایرانسل و همراه اول و رایتل در دسترس است.

## رهاورد
در گذشته طناب‌بافی، سبدبافی، کوزه‌گری، کوره ساروجی، میلکی (گیوه‌بافی) از جمله تولیدات و صنایع دستی مردم این روستا بوده‌است.
انواع نان‌های تیری، نازک، جرادک، فلزی، ختک، بالاتوه، تپ‌تپی، نی‌نه‌نی در این روستا پخته می‌شود.
همچنین شیرینی‌های محلی و خرما نیز از دیگر رهاوردهای این روستا است.

## جمعیت
بر پایه سرشماری عمومی نفوس و مسکن در سال ۱۳۹۵، جمعیت این روستا برابر با ۲٬۸۸۲ نفر (۸۳۸ خانوار) بوده است.